# Tryonia gilae
Tryonia gilae é uma espécie de gastrópode da família Hydrobiidae.
É endémica dos Estados Unidos da América, presente apenas no estado do Arizona. 